# Expedice 66
Expedice 66 byla šedesátá šestá dlouhodobá mise k Mezinárodní vesmírné stanici (ISS). Začala 17. října 2021 v okamžiku odpojení Sojuzu MS-18 a skončila s odpojením Sojuzu MS-19 při návratu zpět na Zemi 30. března 2022.

## Posádka
Expedice 66 začala 17. října 2021, 01:14:05 UTC, kdy se od ISS odpojila loď Sojuz MS-18 se členem dlouhodobé Expedice 65 Olegem Novickým a dvěma ruskými účastníky kosmického letu, kteří na stanici přiletěli o 12 dní dříve v Sojuzu MS-19 kvůli natáčení ruského filmu Vyzov (rusky Вызов; doslovně Výzva), Klimem Šipenkem a Julijí Peresildovou.
Velitelem ISS byl v okamžiku zahájení Expedice 66 Thomas Pesquet a na stanici včetně něj pobývalo celkem 7 kosmonautů a astronautů. Z nich dva – Pjotr Dubrov a Mark Vande Hei – přiletěli 9. dubna 2021 v Sojuzu MS-18 společně s Novickým, absolvovali celou Expedici 65 a přešli do Expedice 66. Na Zemi by se měli vrátit na konci března 2022 v Sojuzu MS-19. Další čtyři – Robert Kimbrough, Katherine McArthurová, Akihiko Hošide a Thomas Pesquet – se v lodi SpaceX Crew-2 k ISS připojili 24. dubna 2021, stali se členy Expedice 65 a stanici opustili 8. listopadu, ještě před příletem lodi SpaceX Crew-3 s nástupnickou posádkou amerického segmentu. Sedmým kosmonautem na palubě byl při zahájení Expedice 66 Anton Škaplerov, který na stanici přiletěl 5. října 2021 v Sojuzu MS-19. Škaplerov 6. listopadu, před odletem SpaceX Crew-2, převzal od Pesqueta klíč od stanice a s ním i velení. Na Zemi se vrátil na konci Expedice 66 společně s Dubrovem a Vande Heiem v Sojuzu MS-19.
Po svém příletu 11. listopadu 2021 v lodi SpaceX Crew-3 se členy dlouhodobé posádky stali astronauti Raja Chari, Thomas Marshburn, Matthias Maurer a Kayla Barronová.
Během trvání Expedice 66 na ISS přiletěla v lodi Sojuz MS-21 ruská část další dlouhodobé Expedice 67. Tvoří ji Oleg Artěmjev, Denis Matvějev a Sergej Korsakov. Spojení lodi se stanicí připadlo na 18. března 2022, pouhé 3 hodiny po startu. Loď jako vůbec první připojila k novému spojovacímu modulu Pričal.
Anton Škaplerov předal několik hodin před svým odletem, 29. března 2022 v 13.45 UTC funkci velitele ISS a klíč od stanice svému nástupci Thomasi Marshburnovi.
Expedice 66 skončila formálně okamžikem, kdy se od stanice odpojil Sojuz MS-19, tedy 30. března 2022 v 11:28 UTC. V tu chvíli byli na palubě stanice kromě velitele Thomase Marshburna také Raja Chari, Matthias Maurer a Kyala Barronová s plánovaným návratem na Zemi o několik týdnů později, a Oleg Artěmjev, Denis Matvějev a Sergej Korsakov jako ruská část navazující Expedice 67.
| kosmonaut/astronaut       | loď    | 17. října – 8. listopadu 2021 | 8. – 11. listopadu | 11. listopadu 2021 – 18. března 2022 | 18. – 30. března 2022 |
| ------------------------- | ------ | ----------------------------- | ------------------ | ------------------------------------ | --------------------- |
| Thomas Pesquet (2)        | Crew-2 | velitel ISS                   |                    |                                      |                       |
| Robert Kimbrough (3)      | Crew-2 |                               |                    |                                      |                       |
| Katherine McArthurová (2) | Crew-2 |                               |                    |                                      |                       |
| Akihiko Hošide (3)        | Crew-2 |                               |                    |                                      |                       |
| Anton Škaplerov (4)       | MS-19  |                               | velitel ISS        | velitel ISS                          | velitel ISS           |
| Pjotr Dubrov (1)          | MS-18  |                               |                    |                                      |                       |
| Mark Vande Hei (2)        | MS-18  |                               |                    |                                      |                       |
| Raja Chari (1)            | Crew-3 |                               |                    |                                      |                       |
| Thomas Marshburn (3)      | Crew-3 |                               |                    |                                      | [ p. 4 ]              |
| Matthias Maurer (1)       | Crew-3 |                               |                    |                                      |                       |
| Kayla Barronová (1)       | Crew-3 |                               |                    |                                      |                       |
| Oleg Artěmjev (3)         | MS-21  |                               |                    |                                      |                       |
| Denis Matvějev (1)        | MS-21  |                               |                    |                                      |                       |
| Sergej Korsakov (1)       | MS-21  |                               |                    |                                      |                       |
| Alexandr Misurkin (3)     | MS-20  |                               |                    | 《8. – 19. prosince 2021》           |                       |
| Jusaku Maezawa (1)        | MS-20  |                               |                    | 《8. – 19. prosince 2021》           |                       |
| Jozo Hirano (1)           | MS-20  |                               |                    | 《8. – 19. prosince 2021》           |                       |

Legenda:
《 》členové návštěvní mise Sojuz MS-20
(V závorkách je uveden dosavadní počet letů do vesmíru včetně této mise.)

### Návštěvní mise
Během Expedice 66 měly na palubu ISS zavítat podle plánu také dvě krátkodobé návštěvní mise. První z nich se v lodi Sojuz MS-20 ke stanci připojila 8. prosince 2021 v 13:40:44 UTC a tvořil ji profesionální kosmonaut Alexandr Misurkin a dva japonští vesmírní turisté Jusaku Maezawa a Jozo Hirano. Maezawa, jinak zakladatel online obchodu s oblečením ZOZO, během letu plnil seznam 100 položek ze seznamu úkolů, který si vypracoval před odletem i s pomocí veřejnosti. O své zkušenosti se dělil na svém YouTube kanálu prostřednictvím videí, která pořizoval Hirano. Oba se také zapojili výzkumu lidského zdraví pro Translační výzkumný institut pro vesmírné zdraví (TRISH) při Baylor College of Medicine v Houstonu. Studie zahrnovala sběr údajů z elektrokardiogramu (EKG), účast v sérii kognitivních testů a používání přenosného zařízení ke sběru údajů o zraku. Zkoumali také, jak mikrogravitace ovlivňuje způsob proudění krve z končetin do hlavy. Posádka se od stanice se svou lodí odpojila 19. prosince 2021 v 23:50:30 UTC a po brzdicím manévru (zapálení motoru 20. prosince 2021 v 02:18:56 UTC) přistál v Kazachstánu v 03:13 UTC. Šlo o již 20. návštěvní misi k ISS v lodích Sojuz a 8. zajištěnou společností Space Adventures.
Podle původních plánů měla během Expedice 66 na stanici zavítat ještě posádka prvního letu lodi Crew Dragon pro společnost Axiom Space, která plánuje v dalších letech u ISS vybudovat zvláštní orbitální segment určený k soustavnému využívání vesmírnými turisty. Osmidenní pobyt pod označením Axiom Mission 1 (Ax-1) měli od 21. února 2022 absolvovat zkušený astronaut Michael López-Alegría a tři turisté, Larry Connor, Mark Pathy a Ejtan Stibbe. V prosinci 2021 však byl oznámen odklad jejich startu na 28. února 2022 a v lednu 2022 další posun na 31. března 2022, tedy za předpokládané datum konce Expedice 66.

## Průběh letu

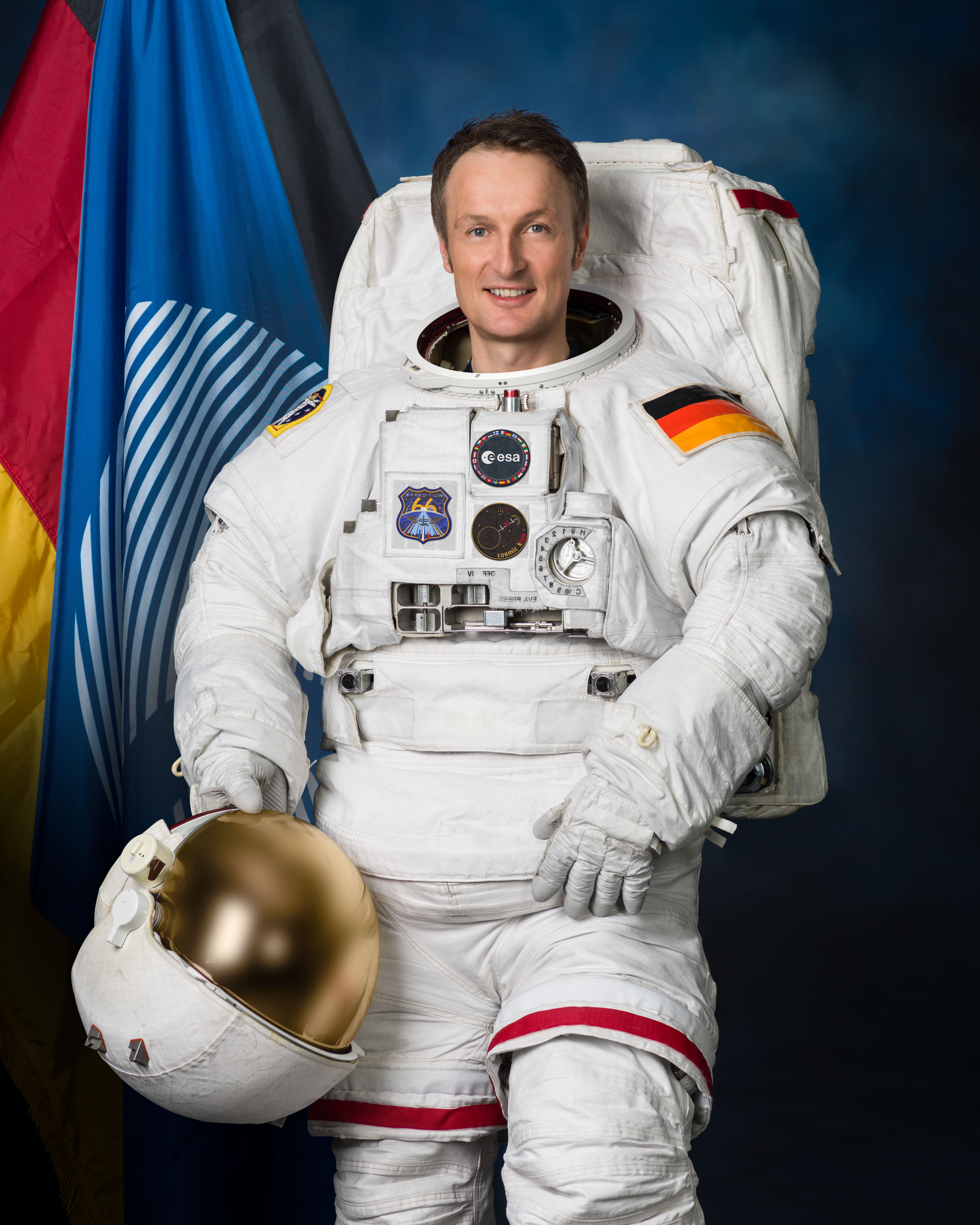
Matthias Maurer, jeden z astronautů

První dny Expedice 66 byly ve znamení příprav na návrat posádky mise SpaceX Crew-2 na Zemi, včetně nakládání materiálu a vybavení i osobních věcí do lodi Crew Dragon Endeavour. Odlet se uskuteční počátkem listopadu, několik dní po příletu posádky lodi SpaceX Crew-3, jejíž start je naplánován na 31. října 2021.
Uskutečnil se také přesun nákladní lodi Progress MS-17 mezi spojovacími porty Poisk zenith a Nauka nadir. Loď se od stanice odpojila 20. října 2021 ve 23:42:27 UTC a sérií manévrů se vzdálila až na 185 kilometrů a po několika desítkách samostatného letu a přibližovací proceduře se připojila k modulu Nauka 22. října v 04:21:07 UTC. Neobvyklé dlouhé trvání přesunu mezi porty bylo vysvětleno potřebou ruských letových dispečerů nakonfigurovat systémy Nauky pro přijetí lodi Progress, Loď se během těchto prací stáhla do bezpečné vzdálenosti. Progress MS-17 (NASA používá označení Progress 78) bude po připojení zapojen do kontroly těsnosti palivových potrubí modulu Nauka, která je nezbytná předtím, než budou jeho trysky poprvé použity k úpravě orientace stanice.
Oproti původnímu plánu, který počítal s několikadenním společným pobytem posádek lodí SpaceX Crew-2 a SpaceX Crew-3 kvůli optimálnímu předání činností na palubě stanice, nakonec SpaceX Crew-2 odletěla 8. listopadu 2021, před příletem další posádky. Tu na Zemi zdrželo počasí a drobný zdravotní problém jednoho z jejích členů. Situaci navíc komplikovalo, že se loď Endeavour blížila ke konci 210denní doby, pro kterou jsou Crew Dragony certifikovány k bezpečnému provozu. Posádku ISS tak po tři dny tvořili jen tři lidé – Anton Škaplerov, Pjotr Dubrov a Mark Vande Hei. Loď SpaceX Crew-3 se třemi americkými a jedním německým členem Expedice 66 k ISS dorazila 11. listopadu.
Pouhých šest hodin před jejím startem byl proveden orbitální manévr, při němž se na 361 sekund zažehly motory lodi Progress MS-18 zakotvené na zádi stanice. ISS tak obdržela impuls 0,7 m/s, který zvýšil její dráhu o 1,2 km. Manévr byl reakcí na riziko srážky s troskami po čínském testu protisatelitních zbraní v roce 2007, které byly původně součástí čínské meteorologické družice Fengyun-1C, od roku 2002 nefunkční. Díky provedenému mimořádnému manévru mohlo být zrušeno zvýšení dráhy plánované původně na 16. listopad.
Kompletní sedmičlenná posádka pak musela už po několika dnech, 15. listopadu 2021 znovu čelit ohrožení vesmírným odpadem, tentokrát ruským a týž den vzniklým. Protože po jejich odhalení nebyl dostatek času připravit a uskutečnit další orbitální manévr, aby se stanice ohrožujícím předmětům vyhnula, byli astronauti a kosmonauti kolem 07:00 UTC vyzváni k uzavření průchodů do všech postranních modulů ISS a k ukrytí ve svých dopravních kosmických lodích, aby byli schopni vrátit se v případě poškození stanice na Zemi. Zůstali v nich asi dvě hodiny, stanice však i nadále prolétala oblakem trosek nebo v jeho blízkosti každých 90 minut. Téhož dne odpoledne informovalo americké velitelství pro vojenské operace ve vesmíru U. S. Space Command, že mrak asi 1500 sledovatelných kusů a možná až stovek tisíc malých úlomků vznikl při testu protisatelitní zbraně, kterou Rusko ráno, kolem 02:45 UTC sestřelilo starou vojenskou družici ze sovětské éry, označovanou jako Kosmos 1408. Fragmenty zůstanou na oběžné dráze roky a potenciálně i desetiletí, „představují značné riziko pro posádku Mezinárodní vesmírné stanice a další lidské vesmírné lety, stejně jako satelity mnoha zemí,“ uvedlo ve svém prohlášení Space Command. Ned Price, mluvčí amerického ministerstva zahraničí, označil ruský protisatelitní test za nebezpečný, lehkomyslný a nezodpovědný, ruský krok odsoudil také ředitel NASA Bill Nelson. Z ruské strany se k události bezprostředně vyjádřil Anton Škaplerov, ruský velitel vesmírné stanice, když v pondělí odpoledne tweetoval: „Přátelé, u nás je všechno normální! Pokračujeme v práci podle programu.“ Až více než o den později vydalo oficiální zprávu ruské ministerstvo obrany, když ústy ministra Sergeje Šojgu potvrdilo úspěšný test protisatelitního systému s tím, že úlomky nepředstavují žádnou hrozbu pro kosmické aktivity. Plný provoz stanice byl obnoven v ranních hodinách 17. listopadu 2021.
Také na konci listopadu bylo na stanici rušno. Nejprve 20. listopadu odletěla zásobovací loď Cygnus NG-16, 25. listopadu ji následovala ruská loď Progress MS-17 a o další den později se na její místo připojil modul Pričal, který ke stanici dopravila upravená nákladní loď Progress M-UM. Na 30. listopadu pak byl naplánován výstup do volného prostoru z amerického segmentu, při němž astronauti Thomas Marshburn a Kayla Barronová měli vyměnit komunikační anténu v radiovém pásmu S, používanou pro přenos hlasu a dat na Zemi. Vzhledem k možnému ohrožení stanice troskami kosmických těles, zjištěnému 29. listopadu 2021 večer (amerického času), byl výstup odložen. Odehrál se 2. prosince, se začátkem v 11:15 UTC a ukončením v 17:47 UTC, trval tedy 6 hodin a 32 minut. Marshburn a Barronová s pomocí robotické ruky Canadarm2, kterou z vnitřku stanice ovládali astronaut Matthias Maurer a Raja Chari, odmontovali původní anténu a namontovali na její místo novou. Vzhledem k náskoku oproti časovému plánu stihli provést ještě několik drobnějších úkonů jako přípravu k pracím naplánovaným pro další výstupy. O den později, 3. prosince 2021 v 07:58 UTC, provedli specialisté řídicího střediska mise neplánovanou korekci oběžné dráhy ISS, aby se stanice fragmentu stupně americké nosné rakety Pegasus, vypuštěné z USA v roce 1994. Kvůli manévru byly na 160,9 sekundy spuštěny motory nákladní lodi Progress MS-18, což udělilo stanici impuls –0,3 m/s, takže se její orbitální výška nad Zemí snížila zhruba o 310 metrů.
Vánoce přinesly do běžného provozu na stanici další vlnu změn. Nejprve 19. prosince 2021 po jedenácti dnech odletěl Sojuz MS-20 s návštěvní posádkou se dvěma japonskými vesmírnými turisty. O tři dny později se ráno k modulu Harmony připojila nákladní loď Cargo Dragon na misi SpaceX CRS-24 a týž den večer se naopak od modulu Pričal odpojil přístrojový úsek Progress M-UM, který 26. listopadu modul ke stanici dopravil. A 24. prosince v 01:18:00 UTC byl proveden orbitální manévr, při němž motory lodi Progress MS-18 pracovaly 544 sekund a dosažená hodnota impulsu –1,02 m/s snížila oběžnou dráhu ISS o 1,89 km  Účelem manévru bylo vytvořit počáteční balistické podmínky před vypuštěním pilotované kosmické lodi Sojuz MS-21. Stejně byla odůvodněna také další korekce dráhy provedená Progressem MS-18, jehož motory se 12. ledna 2022 v 18:24 UTC zapálily na 395 sekund a impulsem 0,73 m/s pro změnu zvýšily dráhu stanice o 1,2 km.
O týden později, 19. ledna 2022, uskutečnili oba ruští členové expedice výstup do volného prostoru za účelem dokončení integrace nového modulu Pričal s modulem Nauka a tím i s celou stanicí. Anton Škaplerov s Pjotrem Dubrovem oba moduly propojili napájecími i datovými kabely a nainstalovali na ně zábradlí, na Pričal navíc umístili televizní kameru, antény pro setkání a dokovací terče. Výstup byl zahájen otevřením průlezu ve 12:17 UTC a ukončen jeho uzavřením v 19:28 UTC, trval tedy 7 hodin a 11 minut.
O dva dny později než podle původního plánu se 8. února 2022 uskutečnila další, tentokrát už 315. korekce dráhy stanice, z toho 166. pomocí lodi Progress. Motory lodi Progress MS-18 připojené na zádi modulu Zvezda (a tedy i celé stanice) se zapálily v 07:56 UTC a pracovaly 142,3 sekundy. Udělený impuls 0,26 m/s zvýšil dráhu ISS o 0,45 km, podle Roskosmosu kvůli vytvoření balistických podmínky před blížícím se vypuštěním a příletem lodi Sojuz MS-21 a odpojením a přistáním lodi Sojuz MS-19. Vedle toho bylo z ruské strany oznámeno, na žádost NASA – kvůli zajištění podmínek pro americké experimenty – se sníží průměrná orbitální výška ISS ze 419 na 416 kilometrů a bude na této úrovni v příštích letech dlouhodobě udržována. Do konce expedice však byly naplánovány ještě další dvě korekce. První byla provedena 26. února 2022 v 01:22 UTC, kdy Progress MS-18 spuštěním motorů na 9 minut a 1,4 sekundy dodal stanici specifický impuls 0,8 m/s a zvýšil tak průměrnou výšku oběžné dráhy ISS o 1,3 km na 418,1 km. Druhá se uskutečnila 11. března v 19:35 UTC, kdy zážeh o délce 320 sekund se specifickým impulsem 0,52 m/s dále zvedl dráhu stanice o 850 metrů.
Mark Vande Hei 15. března 2022 v 16:25 UTC překonal americký rekord v délce jednotlivého kosmického letu, který od roku 2016 patřil astronautu Scottu Kellymu (340 dní, 8 hodin, 43 minut). Vande Hei se navíc spolu s Pjotrem Dubrovem zařadí s 355 dny na sdílené 5. místo v seznamu nejdelších jednotlivých letů v historii.
Kayla Barronová a Raja Chari uskutečnili 15. března 2022 od 12:12 do 19:06 UTC výstup do volného prostoru, při kterém provedli přípravné práce k umístění dalšího z nových solárních panelů iROSA na ITS-S4 (část S4 příhradového nosníku). Výstup o délce 6 hodin a 54 minut byl zrcadlovou kopií výstupu, při kterém byla 12. září 2021, během Expedice 65, podobně upravena část P4 na druhé straně nosníku. Chari se zúčastnil také dalšího výstupu 23. března od 12:32 UTC. Spolu s Matthiasem Maurerem instalovali hadice na modul radiátorového ventilu, kterým prochází čpavek do radiátorů stanice kvůli udržování správné teploty systémů. Dále připojili napájecí a datový kabel na vědeckou plošinu Bartolomeo modulu Columbus, vyměnili externí kameru na příhradovém nosníku a provedli několik dalších úkonů k modernizaci hardwaru stanice. Chariho druhý a Maurerův první výstup do volného prostoru trval 6 hodin a 54 minut a skončil v 19:26 UTC. Až později vyšlo najevo, že před koncem výstupu se uvnitř Maurerovy helmy náhle objevila přebytečná voda a pokryla tenkým filmem polovinu jejího hledí. Protože byla podobná závada v ještě větší míře zaznamenána už v roce 2013, byl skafandr v srpnu 2022 lodí SpaceX CRS-25 převezen na Zemi a podroben zevrubné analýze.

## Připojené pilotované a nákladní lodi, obsazení portů

### Porty ISS
ISS měla na začátku Expedice 66 celkem 9 portů umožňujících připojení jiného kosmického tělesa:
- přední port modulu Harmony (Harmony forward) – port na přídi stanice, mířící ve směru letu
- horní port modulu Harmony (Harmony zenith) – port mířící směrem od Země
- spodní modulu Harmony (Harmony nadir) – port mířící směrem k Zemi
- spodní port modulu Unity (Unity nadir)
- spodní port Rassvet (Rassvet nadir)
- horní port modulu Poisk (Poisk zenith)
- spodní port modulu Nauka (Nauka nadir)
- přední port modulu Nauka (Nauka forward)
- zadní port modulu Zvezda (Zvezda aft) – port na zádi stanice

Přední port modulu Nauka bude během Expedice 67 osazen přechodovou komorou, dosud připevněnou k modulu Rassvet.
Okamžikem připojení modulu Pričal (26. listopadu 2021) jím byl natrvalo obsazen spodní port modulu Nauka. Po integraci do systémů stanice modul nabídne celkem 5 nových portů pro připojování kosmických lodí nebo dalších modulů, a to ve všech směrech kromě směru od Země (Pričal zenith), přes který je připojen k modulu Nauka.

### Připojené kosmické lodi
Při zahájení Expedice 66, kterým byl okamžik odpojení lodi Sojuz MS-18 od stanice, byly k ISS připojeny 2 pilotované a 2 nákladní kosmické lodi. Během trvání mise již k ISS přiletěly nákladní lodě Progress MS-18 a SpaceX CRS-24, upravená verze Progress M-UM, která byla nosičem nového modulu Pričal, a v rozmezí dvou dnů v polovině února také lodě Progress MS-19 a Cygnus NG-17. Ke stanici již také dorazily lodě s posádkou Space Crew-3, Sojuz MS-20 a Sojuz MS-21. Následující tabulka shrnuje již uskutečněné a plánované pohyby kosmických lodí (přílety, odlety a přesuny mezi připojovacími porty ISS) po dobu trvání expedice, která se podle plánu završí na konci března 2022, v okamžiku odpojení lodi Sojuz MS-19 od stanice.
| port |        | Harmony forward | Harmony zenith | Harmony nadir | Unity nadir  | Rassvet nadir | Poisk zenith      | Nauka nadir       | Zvezda aft     |
| --- | ------ | --------------- | -------------- | ------------- | ------------ | ------------- | ----------------- | ----------------- | -------------- |
| | (stav) |                 | SpaceX Crew-2  |               | Cygnus NG-16 | Sojuz MS-19   | Progress MS-17    | Sojuz MS-18       |                |
| 17. října 2021                                                                                           | odlet  |                 |                |               |              |               |                   | Sojuz MS-18       |                |
| Konec Expedice 65 a začátek Expedice 66 – 17. října 2021 v 01:14 UTC (odpojení Sojuzu MS-18 od stanice)  |        |                 |                |               |              |               |                   |                   |                |
| 20. října 2021                                                                                           | přesun |                 |                |               |              |               | <- Progress MS-17 | Progress MS-17 <- |                |
| 30. října 2021                                                                                           | přílet |                 |                |               |              |               |                   |                   | Progress MS-18 |
| 8. listopadu 2021                                                                                        | odlet  |                 | Space X Crew-2 |               |              |               |                   |                   |                |
| | (stav) |                 |                |               |              |               |                   |                   |                |
| 11. listopadu 2021                                                                                       | přílet | SpaceX Crew-3   |                |               |              |               |                   |                   |                |
| 20. listopadu 2021                                                                                       | odlet  |                 |                |               | Cygnus NG-16 |               |                   |                   |                |
| 25. listopadu 2021                                                                                       | odlet  |                 |                |               |              |               |                   | Progress MS-17    |                |
| 26. listopadu 2021                                                                                       | přílet |                 |                |               |              |               |                   | Progress M-UM     |                |
| 8. prosince.2021                                                                                         | přílet |                 |                |               |              |               | Sojuz MS-20       |                   |                |
| 19. prosince 2021                                                                                        | odlet  |                 |                |               |              |               | Sojuz MS-20       |                   |                |
| 22. prosince 2021                                                                                        | přílet |                 | SpaceX CRS-24  |               |              |               |                   |                   |                |
| 22. prosince 2021                                                                                        | odlet  |                 |                |               |              |               |                   | Progress M-UM     |                |
| | (stav) |                 |                |               |              |               |                   | Pričal nadir      |                |
| 23. ledna 2022                                                                                           | odlet  |                 | SpaceX CRS-24  |               |              |               |                   |                   |                |
| 17. února 2022                                                                                           | přílet |                 |                |               |              |               | Progress MS-19    |                   |                |
| 21. února 2022                                                                                           | přílet |                 |                |               | Cygnus NG-17 |               |                   |                   |                |
| 18. března 2022                                                                                          | přílet |                 |                |               |              |               |                   | Sojuz MS-21       |                |
| 30. března 2022                                                                                          | odlet  |                 |                |               |              | Sojuz MS-19   |                   |                   |                |
| Konec Expedice 66 a začátek Expedice 67 – 30. března 2022 v 07:28 UTC (odpojení Sojuzu MS-19 od stanice) |        |                 |                |               |              |               |                   |                   |                |
| | (stav) | SpaceX Crew-3   |                |               | Cygnus NG-17 |               | Progress MS-19    | Sojuz MS-21       | Progress MS-18 |

Legenda:
-> označuje směr přesunu lodi k jinému portu
kurzívou jsou uvedeny plánované události